# Photinia serratifolia
Photinia serratifolia (sin. Photinia serrulata), obično nazvana tajvanska focinija  ili kineska focinija je cvjetni grm ili stablo iz porodice cvjetnica Rosaceae, koje se nalazi u mješovitim šumama Kine, Tajvana, Japana, Filipina, Indonezije i Indije.
Rod kojem pripada ova vrsta smješten je u podtribus Pyrinae, i dio je tribusa Maleae.

## Opis
Stablo je zimzeleno, s bijelim cvjetovima koji izbijaju u proljeće praćeni crvenim lišćem, a crvenim plodovima koji rastu u jesen. Raste obično do visine od 4–6 m, ponekad i do 12 m. Njegovo lišće je otrovno zbog prisutnosti cijanogenih glikozida. Cvijet, koji cvate u proljeće, obično traje jedan do dva tjedna. Poznato je da njegovi cvjetovi imaju jak miris sličan mirisu ljudskog sjemena. Cvijet ima zvonoliku čašicu podijeljenu na pet režnjeva i oko 20 prašnika. Jajnik sadrži dvije do četiri klupe, s jednom ovulom u svakoj klupi. Drvo daje veliku količinu svijetlih, crveno obojenih plodova koji su male jabučice promjera od 4–12 mm, od kojih svaki sadrži jednu do četiri sjemenke. Plod, koji sazrijeva u jesen i preživi zimu, izvor je hrane raznim vrstama ptica, uključujući drozdove, kugare i čvorke. Sjeme se primarno širi putem ptičjih izlučevina.

## Rasprostranjenost i stanište
Drvo se obično nalazi na nadmorskim visinama do 2,500 metara. Nalazi se u mješovitim šumama središnje i južne Kine, Tajvana, Japana, Filipina, Indonezije i Indije.

## Varijeteti
U flori Kine prepoznate su tri varijeteta ove vrste:
- Photinia serratifolia var. ardisiifolia. Varijetet s uskim listovima porijeklom je iz Tajvana, obično se nalazi oko 850 m nadmorske visine. Listovi su obrnuto jajasti (obrnuto jajasti), elipsastog oblika i kožaste teksture.
- Photinia serratifolia var. daphniphylloides. Varijetet sa širokim lišćem porijeklom iz Tajvana. Listovi su eliptični ili dugo jajasti.
- Photinia serratifolia var. lasiopetala. Porijeklom iz Tajvana. Listovi su obrnuto jajasti, vitki ili žličasti.

## Uporaba
Drvo se naširoko koristi kao biljka za ozelenjavanje u nekim gradovima kontinentalne Kine, zbog relativne lakoće sadnje i održavanja, a stablo je manje zahtjevno za okolinu. U Wuhanu, gdje je drvo u svom izvornom području, drvo je posađeno uz rubove svih glavnih avenija, kao i na Sveučilištu Wuhan. Međutim, zbog jakog mirisa koji nalikuje sjemenu iz cvjetova koji ispunjava cijeli grad u proljeće, neki stanovnici Wuhana žalili su se da bi se stablo trebalo ukloniti i umjesto njega posaditi drugo drveće.